# Sodni tolmač
Sodni tolmač je oseba, ki s pomočjo strokovnega jezikovnega znanja pri sodnih obravnavah in ostalih sodnih postopkih tolmači oz. prevaja govorjeno besedo ali listine v primeru, kadar udeleženci v sodnem postopku uporabljajo jezik, ki ni uradni jezik sodišča.

## Položaj in vloga sodnega tolmača v Sloveniji
Sodni tolmači imajo enako kot sodni izvedenci in sodni cenilci s strani ministrstva za pravosodje v skladu s slovensko zakonodajo zagotovljen poseben status. Imenuje jih minister za pravosodje po splošnem upravnem postopku, urejenem v pravilniku o sodnih tolmačih, v skladu z zakonom o sodiščih. Glede na primernost kandidata minister izda odločbo o imenovanju za tolmača ali o zavrnitvi, v izreku katere je naveden tudi jezik, za katerega je tolmač imenovan oziroma zavrnjen. Imenovanje tolmača je objavljeno v Uradnem listu, samega tolmača pa se po imenovanju vpiše v imenik tolmačev, ki ga v skladu z določili zakona vodi ministrstvo za pravosodje.

## Pogoji za pridobitev statusa sodnega tolmača
Oseba, ki želi opravljati delo sodnega tolmača mora
- na ministrstvo za pravosodje dati vlogo za imenovanje za sodnega tolmača, imeti
- slovensko oziroma EU državljanstvo,
- univerzitetno oziroma drugo strokovno izobrazbo,
- aktivno znanje slovenskega jezika, kar potrjuje pooblaščena izobraževalna ustanova,
- ustrezno strokovno znanje ter praktične sposobnosti in izkušnje za jezik, za katerega želi biti imenovana za tolmača, ter
- uspešno opravljen preizkus znanja za sodnega tolmača.

## Področje delovanja sodnih tolmačev
Tolmači so osebe, imenovane za neomejen čas, ki prevajajo govorjeno ali pisno besedo iz slovenskega v tuj jezik, iz tujega v slovenski jezik ali iz tujega v drug tuj jezik v sodnih postopkih in v drugih primerih, ko se zahteva prevod tolmača. Tolmači so tudi osebe, ki tolmačijo govorico in znake gluhih oziroma samo gluhih ali nemih. Določbe tega pravilnika se smiselno uporabljajo tudi zanje. Tolmači prevajajo na zahtevo sodišča, državnega organa ali fizične oziroma pravne osebe.

## Preizkus znanja za pridobitev statusa sodnega tolmača
Izpit se opravlja pisno in ustno, in sicer se preverja kandidatovo znanje iz različnih področij:
- Znanje iz področja ustavne ureditve.
- Vedenje o organizaciji upravnih in pravosodnih organov.
- Poznavanje temeljnih institutov civilnega in kazenskega prava.

## Prisegasodnega tolmača
Tolmač lahko začne z delom, ko pred ministrom izreče prisego iz 94. člena zakona o sodiščih: »Prisegam, da bom svoje delo kot sodni tolmač opravljal-a vestno, natančno in po svojem najboljšem znanju«. O izrečeni prisegi se sestavi zapisnik, podpisan s strani ministra, tolmača samega in zapisnikarja. Tolmaču se vroči odločba o imenovanju in knjiga]] prevedenih listin.

## Razrešitevsodnega tolmača
Postopek za razrešitev začne minister na predlog tolmača samega, predlog predsednika sodišča ali po uradni dolžnosti. V primeru razrešitve minister predlagatelju razrešitve in tolmaču izda odločbo. Z dnem izdaje odločbe velja tolmač za razrešenega. Razrešitev tolmača se vpiše v imenik tolmačev in objavi v Uradnem listu. Razrešeni tolmač je dolžan v roku treh dni vrniti svojo štempiljko in izkaznico. 

## Suspenzsodnega tolmača
Na enak način lahko minister v primeru škodljivih posledic tolmačevega dela suspendira tolmača, kar pomeni, da mu z odločbo začasno odvzame pravico do opravljanja svojega dela. Odvzem pravice se enako kot razrešitev zaznamuje v imeniku tolmačev.

## Poslovanje sodnega tolmača
Za overjanje prevedenih listin tolmač od ministrstva prejme štempiljko, ki je v skladu z 31. členom pravilnika izdelana po točno določenih kriterijih, ter izkaznico in identifikacijsko kartico, ki sta izdelani po kriterijih v skladu z 32. členom pravilnika.
- Štempiljka je
  - okrogla, premera 38 mm,
  - z navedbo osebnega imena in stalnega prebivališča tolmača
  - s pristavkom: »Sodni-a tolmač-ka za ………..jezik«.

- Izkaznica je
  - sestavljena iz plastificiranega ovitka, v velikosti 10×7 cm,
  - z navedeno osebnega ime in stalnega prebivališča
  - s pristavkom: »Sodni-a tolmač-ka za ………..jezik«.

- Identifikacijska kartica je v
  - velikosti 9,5×6,5 cm, vstavljena v plastificiran ovitek in vsebuje
  - z navedeno osebnega ime in stalnega prebivališča tolmača,
  - osebno sliko tolmača,
  - s pristavkom SODNI-A TOLMAČ-KA za ……….. jezik, ter s
  - prostorom za podpis ministra in pečat ministrstva.

Odtis štempiljke in tolmačev podpis sta potrebna na vsakem s strani tolmača overjenem prevodu. V primeru, da gre za prevod za uporabo v tujini ga overi še minister, v kolikor z mednarodnim sporazumom ni določeno drugače.